# NGC 294
NGC 294 è un ammasso aperto situato nella costellazione del Tucano.

## Descrizione

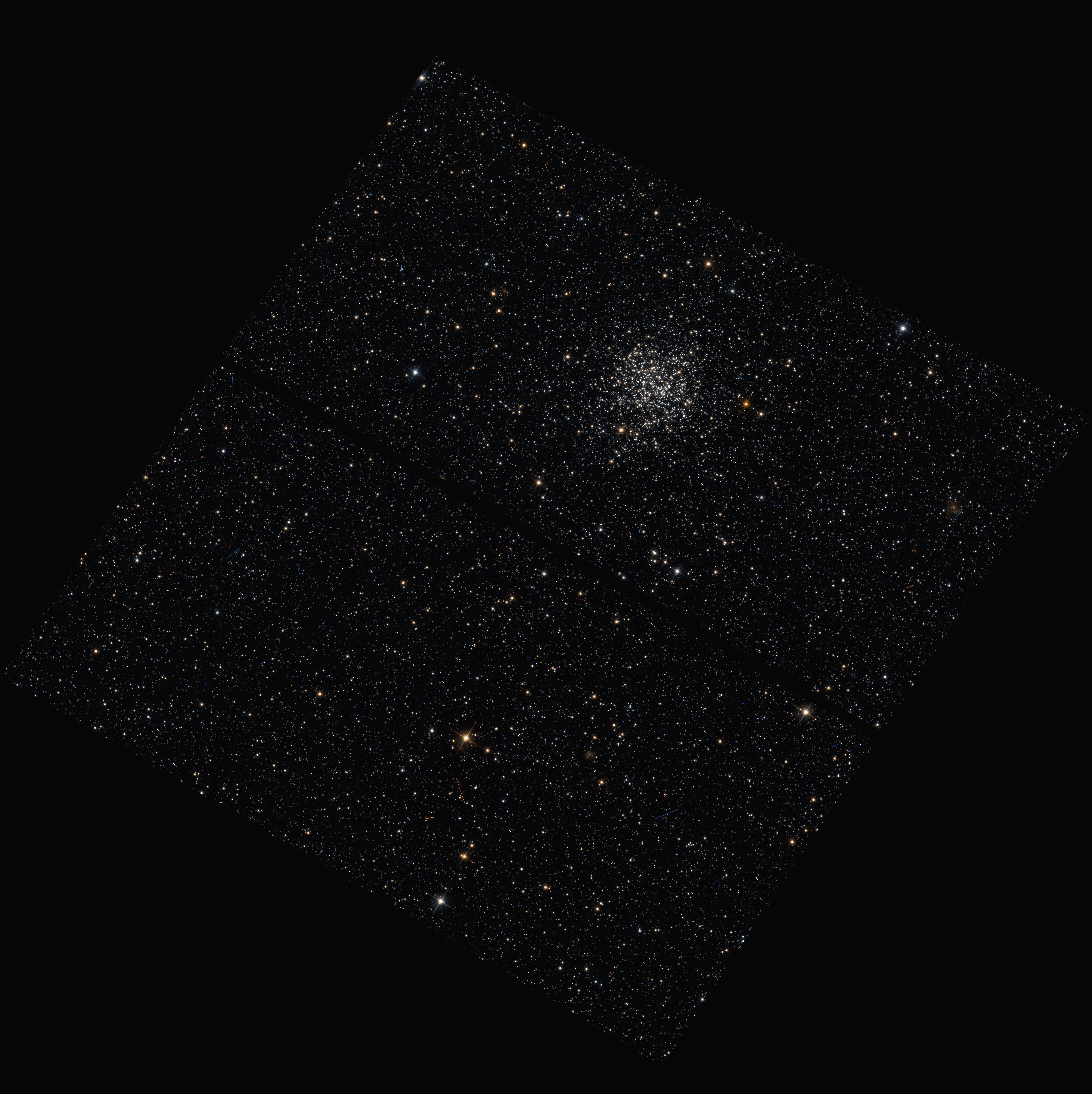
NGC 294 ripreso dal telescopio spaziale Hubble.

NGC 294 è situato all'incirca alla stessa distanza dalla Terra della Piccola Nube di Magellano, vale a dire 199.000 anni luce.

## Scoperta
L'ammasso NGC 294 è stato scoperto l'11 aprile 1834 dall'astronomo britannico John Herschel, anche se è possibile che sia stato osservato dall'astronomo scozzese James Dunlop il 5 settembre 1826..